# Rue de Buenos-Aires
La rue de Buenos-Aires est une rue du 7e arrondissement de Paris d'où l'on peut admirer la tour Eiffel.

## Situation et accès

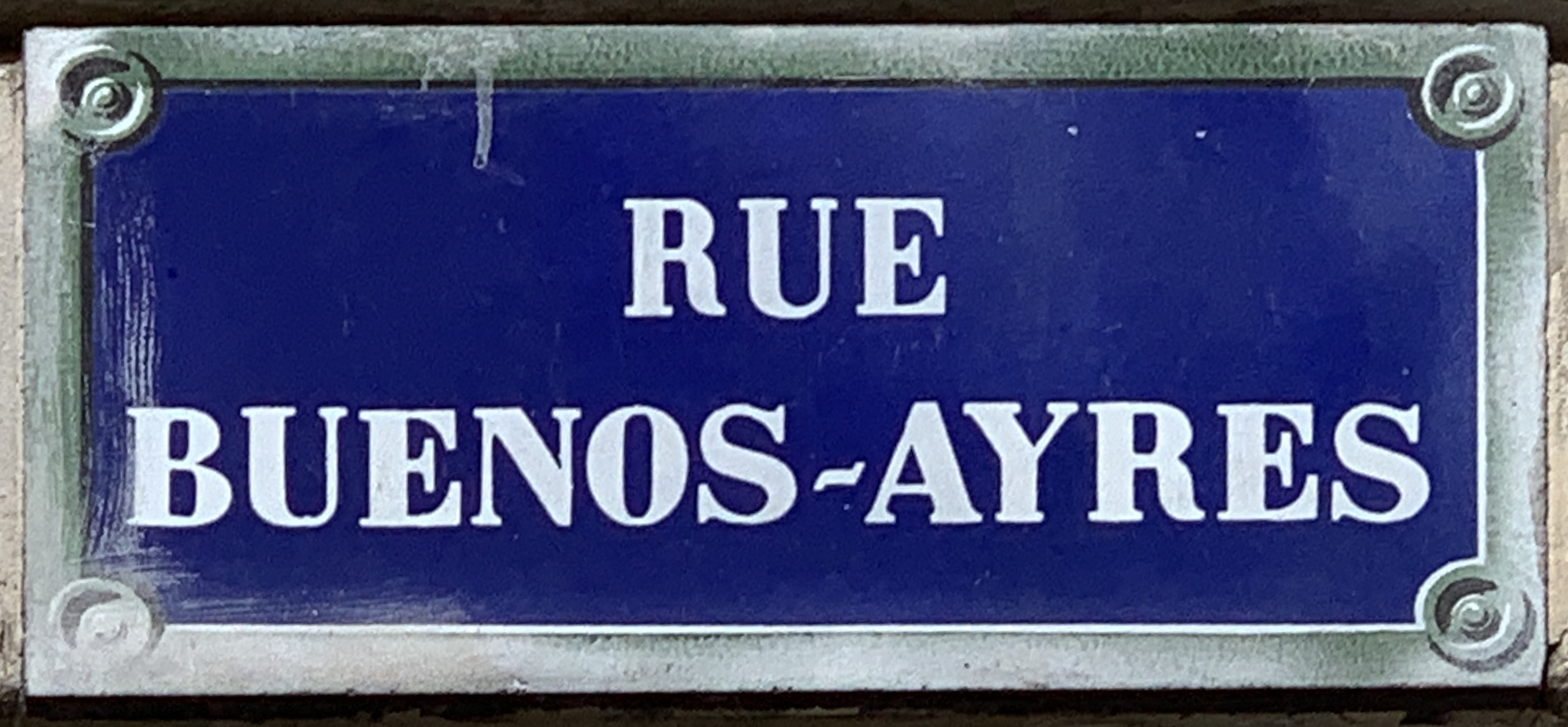
Plaque avec l’ancien nom.

Elle débouche sur l'un des parcs aux pieds de la Dame de fer (pilier ouest et pilier sud).

## Origine du nom
Elle porte le nom de la ville de Buenos Aires, capitale de l'Argentine.

## Historique
Cette voie a été ouverte en 1880 par la Ville de Paris sous le nom de « rue de Buenos-Ayres », après l'Exposition universelle de 1878.
Elle est classée dans la voirie parisienne par un décret du 4 février 1911. Un arrêté municipal du 12 décembre 2001 changea l'ancienne orthographe de Buenos Ayres (avec un « y ») par « rue de Buenos Aires » (avec un « i » et également sans trait d'union, en vertu de l'alinéa 4 de l'article 2 de l'arrêté du 4 novembre 1993).

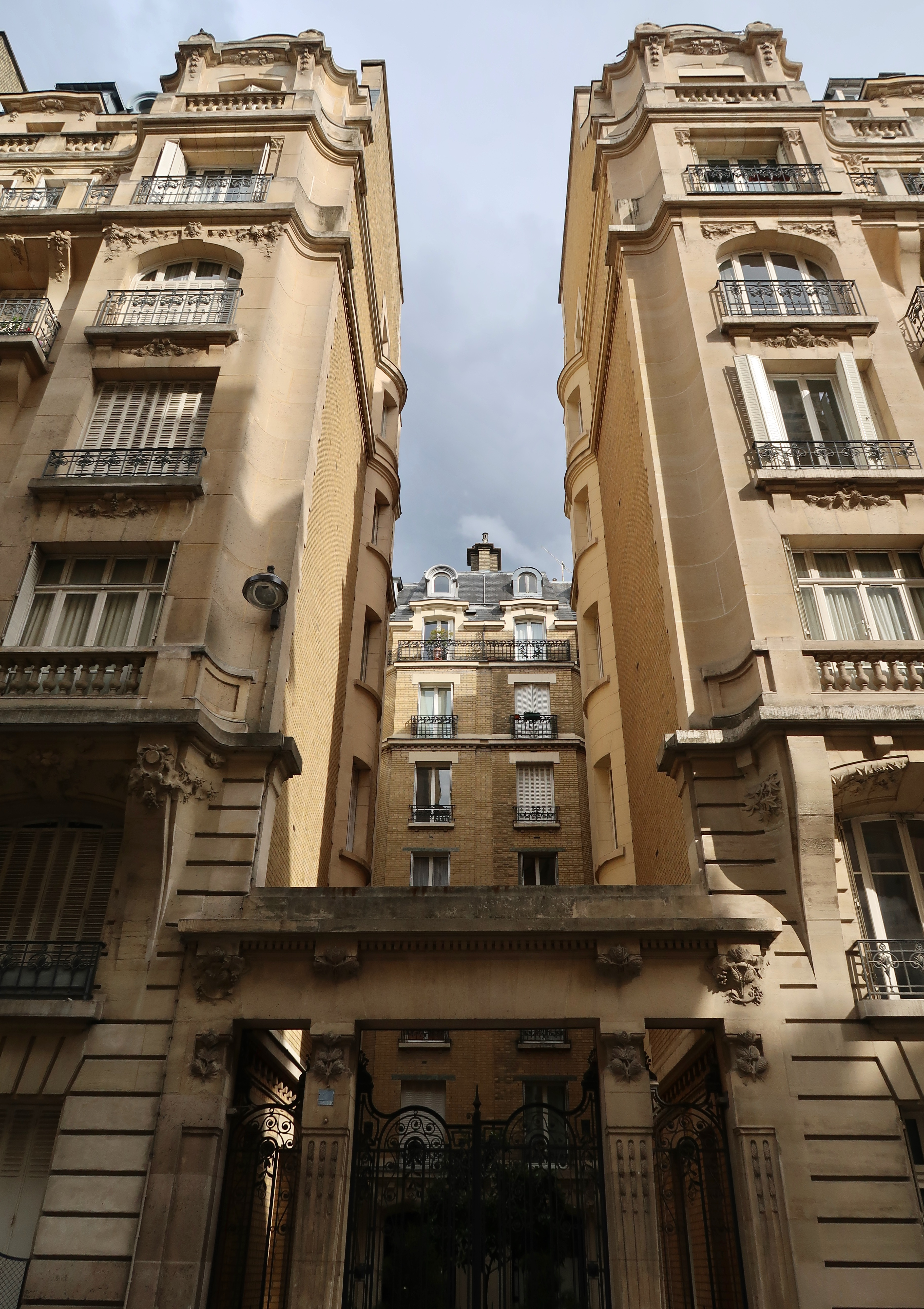
No 1 bis.
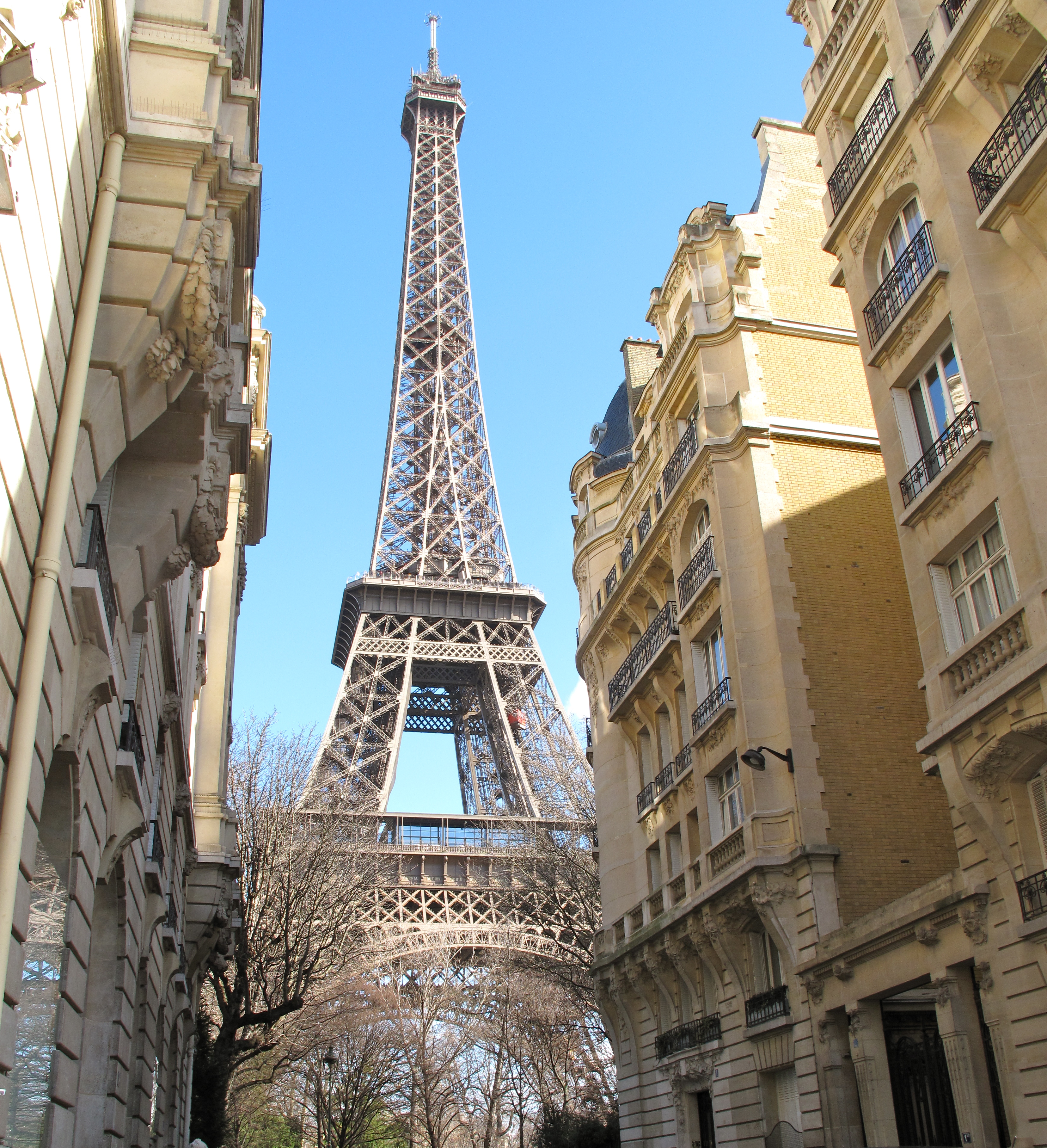
La tour Eiffel vue de la rue.
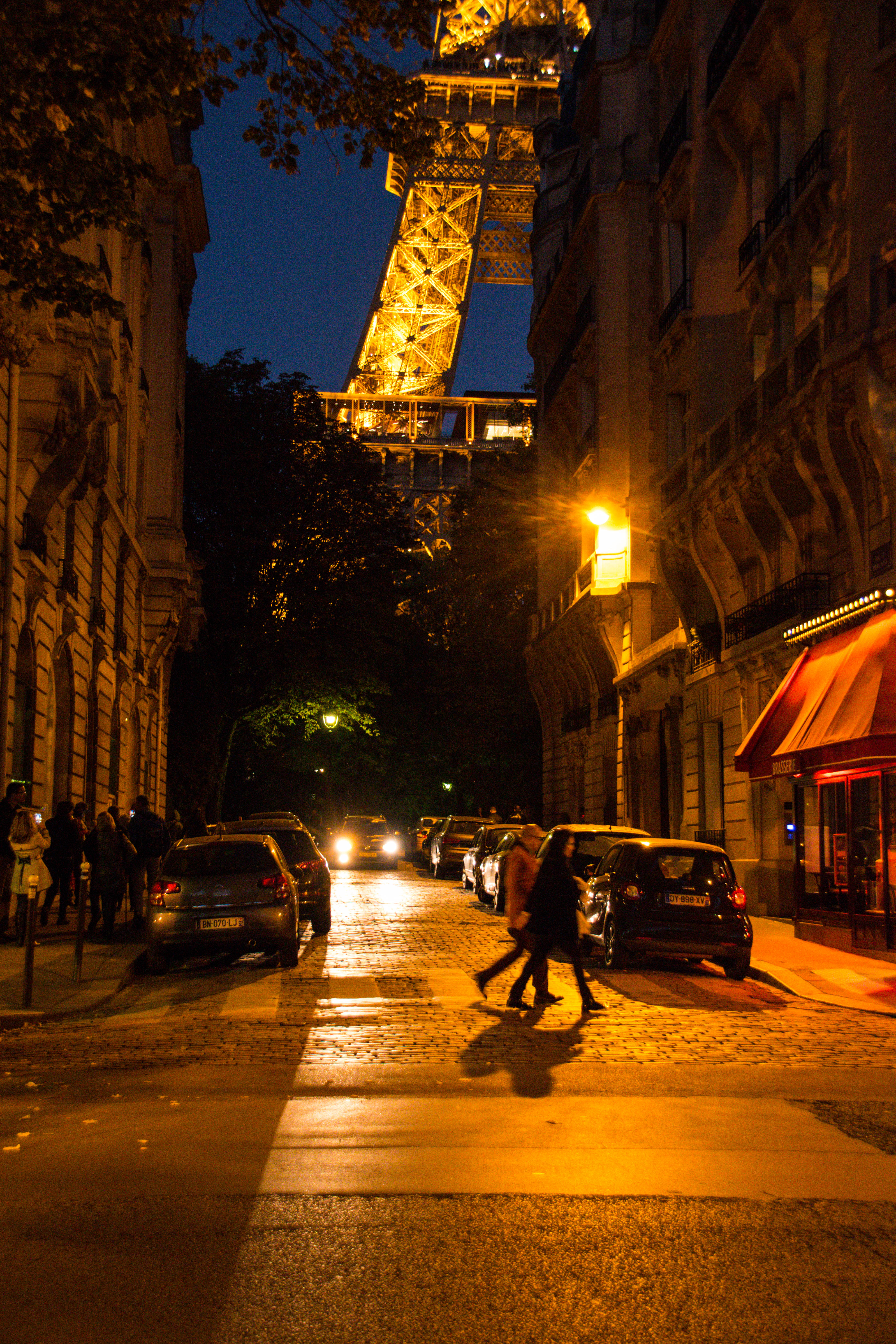
De nuit.

## Bâtiments remarquables et lieux de mémoire
- No 1 : domicile du sénateur Jean-Louis Vigier. Un attentat vise son appartement en janvier 1962, parmi plusieurs ciblant des journalistes et des hommes politiques[1].
- Nos 2-4 : ensemble d'immeubles de style Art déco appelé « îlot Chirac » ou, antérieurement, « îlot Branly », construit au début du XXe siècle et propriété depuis lors de la famille des descendants de Christophe-Philippe Oberkampf, couvrant une surface de plus de 10 000 m2 et comptant une soixantaine d’appartements. L’ensemble est vendu en 2024 à un investisseur français, auquel est associé l'homme d'affaires Thomas Fabius[2], pour un montant de 170 millions d’euros (soit 17 000 euros le m²)[3].